# 亚伦·沙德瑞克
亚伦·沙德瑞克（或译艾伦·谢德拉克，1934年—），是一名英国作家与前记者，于2010年因为发表有关新加坡司法体系之观点而在新加坡被檢控藐视法庭、干犯中伤法庭罪。上诉失败后，在监狱中度过5个半星期。

## 审判过程与国际批评
2010年7月18日，在其出版批评新加坡法律体系之著作《快乐的刽子手：被告席中的新加坡式正义》（Once a Jolly Hangman: Singapore Justice in the Dock）的一天之后，沙德瑞克即被逮捕并刑事拘留。
新加坡政府认为马来西亚居民沙德瑞克质疑了其司法制度的公正与独立，所以有合法理由就他诬蔑法庭的行为而传唤之。事实上在这次逮捕之前，就有新加坡领导人以遭诽谤为由数度起诉新闻记者与政敌的先例。
沙德瑞克被逮捕并拘留两日一事受到了媒体的广泛关注、也引發世界各国呼籲新加坡将其释放（其中包括大赦国际和一个Facebook专页），并令人们加大了对新加坡死刑制度的关注。在一个当地活动家为他支付了10,000新加坡元（当时约合7,240美元）的保释金后，沙德瑞克被释放以候审。
此案于当年10月开庭审理。期间他为自己作出了建立在“合理批评与评价”的法律概念之上的强硬辩护。他的律师拉维（Ravi）亦颇具盛名，之前曾为沙德瑞克书中提到的犯人作过辩护。
审判过程中，无国界记者发起了一项请愿活动，呼吁新加坡政府考虑沙德瑞克不佳的健康状况、並解除对其作出的旅行限制。
2010年11月2日，高级法院法官罗昆廷（Quentin Loh）作出了藐视法庭罪的判决。随后沙德瑞克为其冒犯了司法敏感区域的行为道歉，并表示无意诋毁法官或法律。不过公诉人认为，其道歉态度并不诚恳且目的在于减轻量刑。11月16日，沙德瑞克被判监禁6个星期、处以罚金20,000新加坡元。
在判决生效的同时，沙德瑞克也面临着最高刑期两年的单独刑事拘留处罚以及更大数额的罚金。
2011年4月10日，沙德瑞克就此次判决上诉。5月27日，上诉法院维持了先前的判决。6月1日，沙德瑞克被送往监狱。由于无力支付罚金，他的刑期被自动延长了2个星期，共8个星期。7月9日，他因在狱中“表现良好”而提前获释并被驱逐出境、遣送回了英国。

## 被监禁前的相关作品
2005年，沙德瑞克采访了在新加坡担任死刑执行者近50年的达山·辛（Darshan Singh）并为《澳洲人报》撰写了有关他的故事。此举引起了一些争议，主要是由于这仅仅发生在澳大利亚籍越南裔死囚阮祥云于新加坡被行刑前不久。更多有关采访达山·辛的细节被收录在了《快乐的刽子手》一书中。

## 事件反响
耶鲁大学有计划在新加坡设立一所文理学院（耶鲁-新加坡国立大学学院）。鉴于沙德瑞克案的判决结果，四名耶鲁的教授提出异议，质疑新加坡的学术自由问题、并指出其干扰了言论自由，遂要求耶鲁大学的管理者重新考虑文理学院的建设。不过后者称他们会继续这个计划。

## 个人生活
沙德瑞克出生于英格兰的埃塞克斯郡，移居马来西亚前曾在美国加州圣莫尼卡住过一段时间。此外，他拥有4名子女。

## 相关书目
- 《黄色的琉璃繁缕：柏林墙下的逃亡故事》（The Yellow Pimpernels: escape stories of the Berlin Wall），1974年，亚伦·沙德瑞克 著，罗伯特-黑尔出版公司，ISBN 0-7091-4448-2 （页面存档备份，存于）
- 《快乐的刽子手：被告席中的新加坡式正义》（Once a Jolly Hangman: Singapore Justice in the Dock），2010年，亚伦·沙德瑞克 著，ISBN 978-967-5-83200-0

## 延伸阅读
- 沙德瑞克诉检察总长案（英语：Shadrake v. Attorney-General）